# Svinovské duby
Svinovské duby je dvojice památných stromů, dubů letních (Quercus robur), která roste proti kapli svatého Floriána v travnatém svahu na návsi ve Svinově, místní části obce Útvina v okrese Karlovy Vary. Stromy nevynikají velikostí, jsou ale estetickým prvkem a mají rovněž historický význam. Mezi stromy stával pomník obětem první světové války.
Vyšší z dvojice stromů má obvod kmene 309 cm a jeho koruna sahá do výšky 25,5 m, mohutnější má obvod 392 cm a jeho koruna sahá do výšky 24 m (měření 2014). Oba duby tvoří kompaktní rozložitou korunu.
V době vyhlášení památnými stromy bylo jejich stáří odhadováno na 120 let. Za památné byly stromy vyhlášeny v roce 2005 jako esteticky zajímavé stromy s významným vzrůstem a stářím.

## Stromy v okolí
- Dub u kaple v Číhané
- Kozlovská lípa
- Lípy u kostela v Přílezech
- Jabloň u Českého Chloumku